# 穆罕默德·西洛可
蘇魯克·穆罕默德帕夏（Şuluk Mehmed Pasha，1525年—1571年），在歐洲又名穆罕默德·西洛可（Mehmed Siroco），是16世紀中期奧斯曼帝國駐埃及亞歷山大港貝伊。他的绰号“西洛可”源自北非的西洛可風。
在1571年勒班陀戰役中，穆罕默德·西洛可被任命為奧斯曼艦隊右翼指揮官，與以威尼斯人阿戈斯蒂諾·巴巴里戈為指揮官的基督徒艦隊左翼戰鬥，後不敵被其所殺，首級被威尼斯人乔瓦尼·康塔里尼割下。